# Сан Джовани ин Галдо
Сан Джова̀ни ин Га̀лдо (на италиански: San Giovanni in Galdo) е село и община в Южна Италия, провинция Кампобасо, регион Молизе. Разположено е на 552 m надморска височина. Населението на общината е 639 души (към 2010 г.).